# The Divided Heart
The Divided Heart is een Britse dramafilm uit 1954 onder regie van Charles Crichton. Destijds werd de film in Nederland uitgebracht onder de titel Het moederhart spreekt.

## Verhaal
Een Duits stel adopteert vlak na de oorlog een 3-jarig weesjongetje. Op zijn 10e verjaardag komt hij erachter dat zijn Joegoslavische moeder nog leeft en dat ze hem terug wil hebben. Een rechter zal over de voogdij moeten oordelen.

## Rolverdeling
| Acteur                 | Personage             |
| ---------------------- | --------------------- |
| Cornell Borchers       | Inga Hartl            |
| Yvonne Mitchell        | Sonja Slavko          |
| Armin Dahlen           | Franz Hartl           |
| Alexander Knox         | Hoofdrechter Anderson |
| Geoffrey Keen          | Marks                 |
| Eddie Byrne            | Rechter McGarry       |
| Liam Redmond           | Rechter Kelly         |
| Theodore Bikel         | Josip Slavko          |
| Ferdy Mayne            | Dr. Muller            |
| André Mikhelson        | Prof. Miran           |
| Michael Ray            | Ivan Slavko (10 jaar) |
| Martin Keller          | Ivan Slavko (3 jaar)  |
| Krystyna Rumistrzewicz | Mitzi                 |
| Mark Gübhard           | Max                   |
| Gilgi Hauser           | Tanya                 |